# Mera om oss barn i Bullerbyn (bok)
Mera om oss barn i Bullerbyn är en bok av Astrid Lindgren. Den utkom första gången 1949. Det är den andra boken om barnen i Bullerbyn. Böckerna är baserade på Lindgrens egen barndom i Vimmerby i Småland.

## Handling
I Bullerbyn finns det tre gårdar, Norrgården, Mellangården och Sörgården. I dessa gårdar bor det sex barn, Lisa, Lasse och Bosse (i Mellangården), Britta och Anna (i Norrgården) samt Olle (i Sörgården). 
Barnen leker och har roligt nästan jämt. De åker kälke och skridskor, när Lasse lyckas trilla i en vak. De firar jul, nyår och påsk, samt farfar som fyller 80 år och så får Olle en liten syster, Kerstin. De far på kalas, letar efter en skatt och får syn på Näcken. 
Lisa och Anna hjälper även sina mammor med att gå och handla i affären. De ska komma ihåg att få med sig jäst, falukorv av den bästa, ett paket ingefära, ett synålsbrev, en burk ansjovis, sötmandel och en flaska ättika till Mellangården. Till Annas mamma i Norrgården ska de ta med sig knäckebröd, kaffe, bitsocker, gummiband och så falukorv av den bästa. Sedan vill farfar gärna ha lite bröstsocker och kamferliniment. Det visar sig att om man inte skriver upp vad man ska ha så kan det ta en hel dag att gå och handla, men om man sjunger längs vägen och bjuds på karameller i affären varenda gång man kommer tillbaka så kan det också vara roligt. 

## Filmatiseringar
- 1960 - Alla vi barn i Bullerbyn, i regi av Olle Hellbom, med bland andra Lena Wixell, Kaj Andersson, Tomas Johansson, Kim Åsberg, Elisabeth Nordkvist och Jan Erik Husbom.

- 1987 - Mer om oss barn i Bullerbyn, i regi av Lasse Hallström, med bland andra Linda Bergström, Henrik Larsson, Crispin Dickson Wendenius, Ellen Demérus, Anna Sahlin och Harald Lönnbro.